# Johann Jakob Kohlhaas
Johann Jakob Kohlhaas (* 19. Oktober 1747 in Markgröningen; † 19. Juli 1811 in Regensburg) war ein deutscher Mediziner und Botaniker. Er war Stadtphysikus von Regensburg.

## Leben
Kohlhaas verlor früh seine Eltern, ging in die Apothekerlehre in seine Heimatstadt und war danach in Stuttgart und Heidenheim Apothekenangestellter. Ab 1767 studierte er Medizin in Tübingen mit dem Lizenziat 1770 (mit einer Dissertation über Blasensteine). Anschließend war er fünf Jahre Hofmeister (Privatlehrer) in Regensburg. 1774 wurde er in Medizin promoviert und erhielt die Zulassung als Arzt in Regensburg und das Bürgerrecht und begann zu praktizieren. 1779 heiratete er die Tochter des Regensburger Superintendenten. 1788 wurde er Physikus suffectus und Garnisonsmedikus und begann junge Ärzte zu unterrichten. 1789 wurde er zweiter und 1795 erster Stadtphysikus und Arzt am Katharinenspital.
1794 wurde er Mitglied der Leopoldina. 1790 wurde er Präsident der botanischen Gesellschaft in Regensburg.

## Schriften
- Anleitung zur Bildung ächter Wundärzte, 6 Bände, Regensburg 1784 bis 1794
- Einleitung in die Naturgeschichte überhaupt und in die Kräuterkunde besonders, Nürnberg, 1803